# Eleições estaduais no Amapá em 1994
As eleições estaduais no Amapá em 1994 ocorreram em 3 de outubro como parte das eleições gerais em 26 estados e no Distrito Federal e nela foram eleitos o governador João Capiberibe, o vice-governador Hildegardo Alencar e os senadores Gilvam Borges e Sebastião Bala Rocha, além de oito deputados federais e dezessete deputados estaduais. Como nenhum candidato a governador obteve a maioria dos votos válidos, houve um segundo turno no dia 15 de novembro.
Capiberibe venceu Pinheiro a despeito de não contar com o apoio do ex-presidente e senador José Sarney nem do então governador Aníbal Barcellos. Já para o cargo de Presidente da República, Fernando Henrique Cardoso (PSDB) elegeu-se no primeiro turno. No Amapá, FHC conseguiu mais de 59% dos votos válidos. Contudo, em municípios como Calçoene, Amapá, Cutias e Tartarugalzinho, o candidato recebeu mais de 80% dos votos.
Para o senado, o grupo liderado por José Sarney quanto o a frente de esquerda ficaram com uma vaga cada. O grupo de Sarney elegeu seu fiel escudeiro Gilvam Borges, e a frente de esquerda elegeu Bala Rocha.
Capiberibe tomou posse em 1º de janeiro de 1995 e já no início do governo fez uma auditoria em todas as obras estaduais envolvendo empreiteiras que tinham contribuído financeiramente para sua campanha eleitoral, argumentando que era uma boa forma de mostrar que não existia “compromisso entre compra de bônus eleitoral e administração pública”. Em abril de 1995 fez uma exposição no centro de convenções do Serviço Brasileiro de Apoio à Pequena e Média Empresa (Sebrae) sobre a corrupção durante a administração de Aníbal Barcelos, cujas perdas descobertas chegavam a 20% do orçamento do estado naquele ano. Em julho seguinte, a coligação que o elegera foi praticamente desfeita, devido ao rompimento do PT e do PDT com o governo estadual. A crise teve origem na Assembleia Legislativa, onde a coligação, com apenas três dos 17 deputados estaduais, não conseguia aprovar os projetos apresentados pelo governo.

## Resultado da eleição para governador

### Primeiro turno
| Candidatos a governador do estado | Candidatos a vice-governador | Número | Coligação                                            | Votação | Percentual |
| --------------------------------- | ---------------------------- | ------ | ---------------------------------------------------- | ------- | ---------- |
| João Capiberibe PSB               | Hildegardo Alencar PT        | 40     | Tudo Por Nossa Terra (PSB, PT, PDT, PCdoB, PV)       | 60.272  | 48,20%     |
| Jonas Borges PTB                  | Murilo Pinheiro PFL          | 14     | Frente Democrática Cabralzinho (PTB, PFL, PSDB, PSD) | 35.811  | 28,64%     |
| Salomão Alcolumbre PMDB           | - PPR                        | 15     | Um Amapá de Trabalho (PMDB, PPR, PP, PPS)            | 27.214  | 21,76%     |
| Ailton de Oliveira PL             | Fernando Santos PRP          | 22     | Frente Progressista Liberal (PL, PRP)                | 1.753   | 1,40%      |
| Fontes:                           |                              |        |                                                      |         |            |

### Segundo turno
| Candidatos a governador do estado | Candidatos a vice-governador | Número | Coligação                                            | Votação | Percentual |
| --------------------------------- | ---------------------------- | ------ | ---------------------------------------------------- | ------- | ---------- |
| João Capiberibe PSB               | Hildegardo Alencar PT        | 40     | Tudo Por Nossa Terra (PSB, PT, PDT, PCdoB, PV)       | 69.907  | 54,86%     |
| Jonas Borges PTB                  | Murilo Pinheiro PFL          | 14     | Frente Democrática Cabralzinho (PTB, PSDB, PFL, PSD) | 57.517  | 45,14%     |
| Fontes:                           |                              |        |                                                      |         |            |

## Resultado da eleição para senador
| Candidatos a senador da República | Candidatos a suplente de senador                          | Número | Coligação                                            | Votação | Percentual |
| --------------------------------- | --------------------------------------------------------- | ------ | ---------------------------------------------------- | ------- | ---------- |
| Gilvam Borges PMDB                | Rosival Gonçalves de Albuquerque PMDB Geovani Borges PMDB | 152    | Um Amapá de Trabalho (PMDB, PPR, PP, PPS)            | 50.249  | 22,32%     |
| Sebastião Bala Rocha PDT          | Maria Benigna Jucá PSB A inserir -                        | 122    | Tudo Por Nossa Terra (PSB, PT, PDT, PCdoB, PV)       | 46.798  | 20,78%     |
| Gilton Garcia PPR                 | Edson Barbosa PP                                          | 113    | Um Amapá de Trabalho (PMDB, PPR, PP, PPS)            | 35.473  | 15,79%     |
| Henrique Almeida PFL              | Francisco Tozzatti PSD                                    | 252    | Frente Democrática Cabralzinho (PTB, PSDB, PFL, PSD) | 32.917  | 14,62%     |
| Jorge Wagner Gomes PT             | Assilon Soares PSD                                        | 132    | Tudo Por Nossa Terra (PSB, PT, PDT, PCdoB, PV)       | 31.922  | 14,18%     |
| Telma de Sousa Gameleira PRONA    | Oidio Oliveira PRONA                                      | 562    | sem coligação                                        | 11.828  | 5,25%      |
| Rodolfo dos Santos Juarez PL      | Carlos Antônio Martins PL                                 | 222    | Frente Progressista Liberal (PL, PRP)                | 9.054   | 4,02%      |
| José Muniz Ferreira PTB           | Wilson Fernandes PFL                                      | 143    | Frente Democrática Cabralzinho (PTB, PSDB, PFL, PSD) | 4.066   | 1,80%      |
| Jaci Almeida Siqueira PRN         | Rogério Gaguim PRN                                        | 362    | sem coligação                                        | 2.811   | 1,24%      |
| Fontes:                           |                                                           |        |                                                      |         |            |

## Deputados federais eleitos
São relacionados os candidatos eleitos com informações complementares da Câmara dos Deputados.

Representação eleita
  PFL: 3
  PSB: 2
  PPR: 1
  PP: 1
  PTB: 1

| Número  | Deputados federais eleitos | Partido | Votação | Percentual | Cidade onde nasceu | Unidade federativa |
| 2506    | Fátima Pelaes              | PFL     | 7.755   | 7,84%      | Macapá             | Amapá              |
| 2501    | Sérgio Barcelos            | PFL     | 6.860   | 6,93%      | Rio de Janeiro     | Rio de Janeiro     |
| 2504    | Murilo Pinheiro            | PFL     | 6.361   | 6,43%      | São Luís           | Maranhão           |
| 1111    | Eraldo Trindade            | PPR     | 5.549   | 5,61%      | Amapá              | Amapá              |
| 4006    | Raquel Capiberibe          | PSB     | 4.971   | 5,02%      | Afuá               | Pará               |
| 3901    | Valdenor Guedes            | PP      | 4.858   | 4,91%      | Macapá             | Amapá              |
| 4010    | Gervásio Oliveira          | PSB     | 4.411   | 4,46%      | Pracuuba           | Amapá              |
| 1414    | Antônio Feijão             | PTB     | 4.256   | 4,30%      | Sobral             | Ceará              |
| Fontes: |                            |         |         |            |                    |                    |

## Deputados estaduais eleitos
Estavam em jogo dezessete vagas na Assembleia Legislativa do Amapá.

Representação eleita
  PFL: 5
  PMDB: 3
  PL: 3
  PTB: 2
  PSB: 1
  PDT: 1
  PSD: 1
  PT: 1

| Número  | Deputados estaduais eleitos | Partido | Votação | Percentual | Cidade onde nasceu | Unidade federativa |
| 25111   | José Miranda Coelho         | PFL     | 3.959   | 3,25%      | Macapá             | Amapá              |
| 14123   | Amiraldo da Silva Favacho   | PTB     | 3.326   | 2,73%      | Calçoene           | Amapá              |
| 15102   | Manoel Brasil               | PMDB    | 3.053   | 2,50%      | Porto Grande       | Amapá              |
| 25122   | Regildo Wanderley Salomão   | PFL     | 3.003   | 2,46%      | Ananindeua         | Pará               |
| 25130   | João Dias de Carvalho       | PFL     | 2.735   | 2,24%      | Chaves             | Pará               |
| 25113   | Lucas Barreto               | PFL     | 2.636   | 2,16%      | Macapá             | Amapá              |
| 40117   | Janete Capiberibe           | PSB     | 2.632   | 2,16%      | Amapá              | Amapá              |
| 22122   | Rosemiro Rocha Freire       | PL      | 2.472   | 2,03%      | Santana            | Amapá              |
| 12113   | Waldez Góes                 | PDT     | 2.459   | 2,02%      | Gurupá             | Pará               |
| 41111   | Roberto Góes                | PSD     | 2.407   | 1,97%      | Porto Grande       | Amapá              |
| 14114   | Paulo José Ramos            | PTB     | 2.269   | 1,86%      | Macapá             | Amapá              |
| 22119   | Antônio Pinheiro Teles      | PL      | 2.107   | 1,73%      | Macapá             | Amapá              |
| 25121   | Francisco Milton Rodrigues  | PFL     | 2.027   | 1,66%      | Oiapoque           | Amapá              |
| 15110   | Nelson Benedito Salomão     | PMDB    | 2.001   | 1,64%      | Santarém           | Pará               |
| 15123   | Fran Soares Júnior          | PMDB    | 1.744   | 1,43%      | Mazagão            | Amapá              |
| 22299   | Roberval Picanço            | PL      | 1.706   | 1,40%      | Macapá             | Amapá              |
| 13177   | Hildo Fonseca               | PT      | 1.623   | 1,33%      | Castanhal          | Pará               |
| Fontes: |                             |         |         |            |                    |                    |